# Peugeot 4008
La Peugeot 4008 è una crossover-SUV compatta prodotta dal 2012 dalla casa automobilistica francese Peugeot.
La produzione della 4008 si è articolata sinora in due generazioni distinte: la prima è stata commercializzata prevalentemente in Europa, anche se non in tutte le nazioni, mentre la seconda, derivata dalla seconda generazione della 3008, è stata riservata al mercato cinese, dove si affianca alla vecchia 3008 come modello di segmento superiore.

## Prima generazione (2012-2017)
La prima serie del Peugeot 4008 è stata prodotta dal 2012 al 2017; lo stesso modello, con le dovute modifiche, viene prodotto anche come Mitsubishi ASX e come Citroën C4 Aircross.

### Profilo e caratteristiche
La 4008 fa parte di quella serie di modelli frutto della joint-venture tra Mitsubishi e Gruppo PSA ed è stata annunciata già nel corso del 2011: le prime immagini sono state diffuse nel mese di settembre, mentre la presentazione vera e propria al pubblico si è avuta nel mese di marzo del 2012 al Salone dell'automobile di Ginevra.
Tecnicamente nasce sulla base meccanica della Mitsubishi ASX lanciata nel 2010 condivisa in gran parte anche con le varie Peugeot 4007, Citroën C-Crosser e Mitsubishi Outlander, ma la 4008 e gli altri due modelli ad essa imparentati sono più compatti come ingombri. Poco tempo dopo la presentazione della 4008, la 4007 è stata tolta di produzione. Ciò porta, anche se in maniera un po' forzata, a ritenere la 4008 come una possibile erede del modello precedente. Stesso discorso vale anche per il corrispondente modello Citroën, mentre per quanto riguarda la versione con marchio Mitsubishi, la ASX e la Outlander (versione giapponese di 4007 e C-Crosser) convivono stabilmente nello stesso listino.

#### Design ed interni
Dal punto di vista stilistico, la 4008 è chiaramente derivata dalla ASX, specie osservandone la fiancata e soprattutto nella zona posteriore di essa. Il frontale è invece la parte più caratterizzante, che nella 4008 risulta essere anche il più aggressivo dei tre modelli, grazie al disegno "cattivo" dei gruppi ottici anteriori, ma anche al gran numero di prese d'aria presenti. A completare il quadro vi è anche la calandra facente parte del nuovo corso stilistico della Casa del Leone. Il cofano motore è solcato longitudinalmente da più nervature. Lateralmente, come si è detto, la 4008 appare in tutto e per tutto simile alle altre due "sorelle", in particolare alla C4 Aircross, dalla quale si differenzia praticamente solo per il disegno del terzo finestrino laterale e di conseguenza anche per quello del montante posteriore, più spigoloso per la Peugeot. Anche in coda le differenze non sono molte, e sono limitate praticamente al disegno dei gruppi ottici, più lineare nella vettura recante il marchio di Sochaux, ed in quello del paraurti posteriore, dove nella Peugeot la zona laterale e quella centrale appaiono meno raccordate di quelle della Citroën.
L'abitacolo della 4008 è piuttosto sobrio e dispone di una console dominata dall'ormai immancabile display sotto al quale si trovano tre manopole per i comandi del climatizzatore.

#### Struttura e meccanica
Come già detto, la 4008 nasce sulla base meccanica della Mitsubishi ASX, presente sul mercato già da due anni, base meccanica condivisa con la C4 Aircross. Rispetto agli altri due modelli, le differenze meccaniche stanno nella gamma motori e nel tipo di trazione. Per evitare di porsi in concorrenza interna con la 3008, la 4008 viene proposta dalla Casa francese unicamente a trazione integrale (le altre due possono essere richieste anche a trazione anteriore). La 4008 è disponibile con due motorizzazioni diesel ed un 1.6 a benzina:
- 1.6 VTi: si tratta del motore Mitsubishi 4A92 da 1590 cm³, la cui potenza massima raggiunge i 117 CV;
- 1.6 HDi, vale a dire il noto motore DV6TED4 turbodiesel common rail da 1560 cm³ in grado di erogare 115 CV di potenza massima;
- 1.8 HDi, ossia il turbodiesel Mitsubishi 4N13 da 1798 cm³ in grado di erogare  fino a 150 CV di potenza massima.

Per il solo mercato cinese è invece previsto anche un 2 litri a benzina da 148 CV. Per quanto riguarda la trasmissione, la 4008 è prevista di serie con un cambio manuale a 6 marce (la versione "cinese" con il motore da 2 litri è invece accoppiata ad un cambio manuale a 5 marce).

### Evoluzione

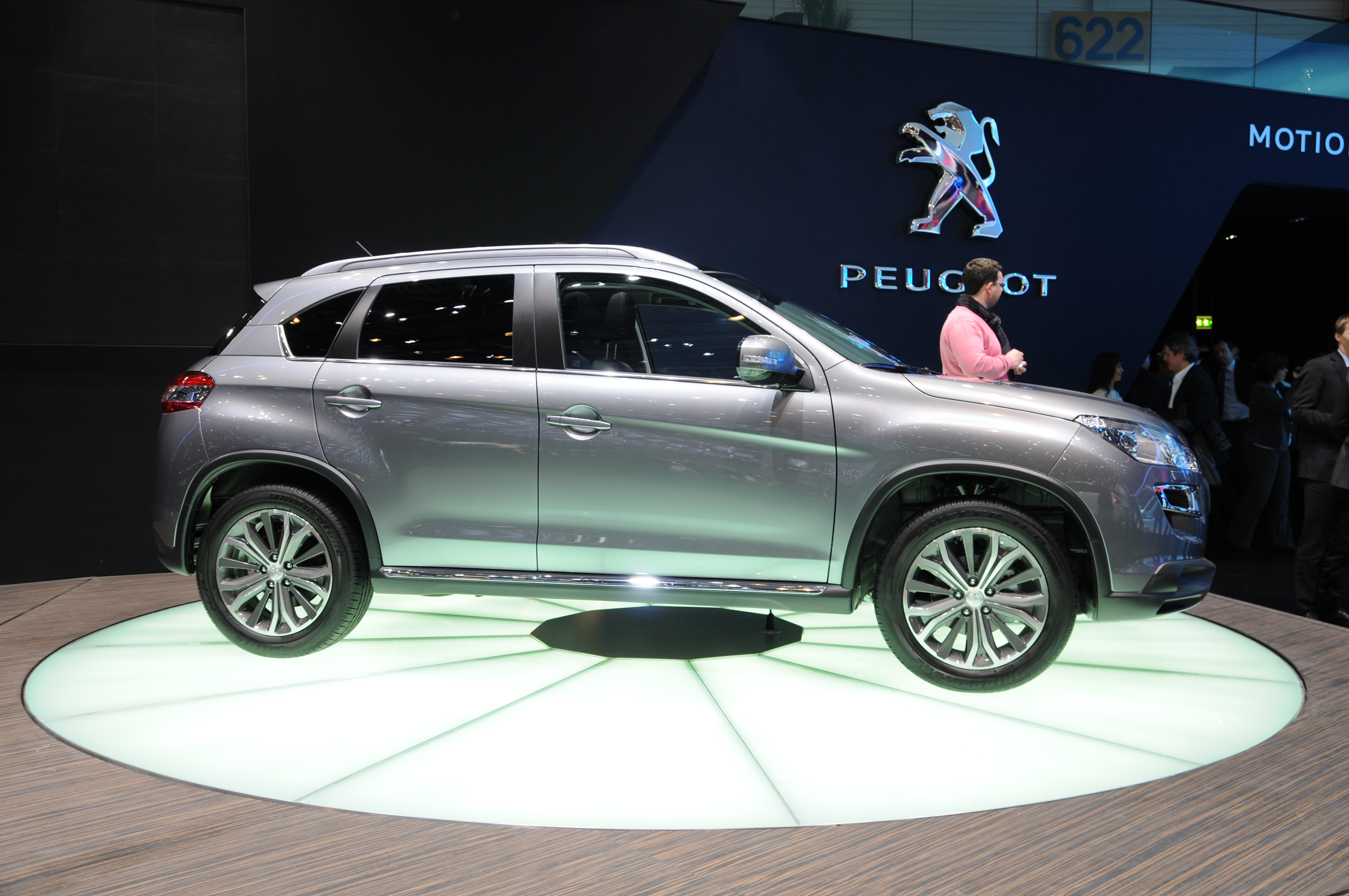
Vista laterale

La 4008 viene prodotta a partire dalla primavera del 2012 nello stabilimento Mitsubishi di Okazaki, in Giappone, dove nascono anche la ASX e la C4 Aircross. La commercializzazione è stata avviata in diversi Paesi, tranne alcuni come l'Italia, dove la 4008 non è presente, lasciando campo libero agli altri due modelli nati dallo stesso progetto.
Per lungo tempo la gamma non subirà modifiche: la prima, veramente significativa, si ha nel maggio 2015, quando il motore 1.8 HDi esce dalla gamma, lasciando il 1.6 da 115 CV come unica motorizzazione disponibile per l'Europa, mentre in altri mercati, come quello cinese, era stata fino a quel momento proposta anche una motorizzazione 2 litri a benzina da 150 CV.
Il 2016 ha visto il lancio commerciale della seconda generazione della Peugeot 3008: per le sue caratteristiche, che lo avvicinano maggiormente ad una SUV rispetto al modello precedente, il 3008 II è stato immediatamente visto a rischio di concorrenza interna con la 4008, per questo, mentre la 3008 II viene commercializzata solo in configurazione a trazione anteriore, la 4008 viene da quel momento proposta solo a 4 ruote motrici. Alla fine dell'anno, il motore da 2 litri previsto per il mercato cinese esce di listino. All'inizio dell'anno seguente, l'intera gamma della 4008 viene tolta di produzione.

#### Riepilogo caratteristiche
| Modello                            | Motore | Cilindrata cm³ | Potenza CV | Coppia massima Nm | Velocità massima km/h | Accelerazione 0–100 km/h | Anni di produzione |
| Versioni a benzina                 |        |                |            |                   |                       |                          |                    |
| 1.6 VTi                            | 4A92   | 1590           | 117/6000   | 154/4000          | 182                   | 11"3                     | 04/2012-12/2014    |
| 2.0 (solo mercati cinese e cubano) | -      | 1998           | 150/6000   | 197/4200          | 184                   | 10"2                     | 04/2012-10/2016    |
| Versioni diesel                    |        |                |            |                   |                       |                          |                    |
| 1.6 HDi                            | DV6C   | 1560           | 114/3600   | 240/1500          | 182                   | 10"8                     | 04/2012-03/2017    |
| 1.8 HDi                            | 4N13   | 1798           | 150/4000   | 300/2000-3000     | 200                   | 10"8                     | 04/2012-05/2015    |

## Seconda generazione (dal 2016)
La seconda generazione della 4008, nota anche come 4008 II, è stata introdotta nel 2016 esclusivamente per il mercato cinese, e nasce sulla base meccanica di modelli come la 308 II, ma anche i nuovi SUV 3008 II e 5008 II.

### Caratteristiche
E proprio dai SUV 3008 II e 5008 II viene ripresa anche l'intera impostazione stilistica, anzi: si può dire che la 4008 II sia una variante di questi ultimi caratterizzata però dalla differente misura di passo: mentre i due SUV europei sono caratterizzati da interassi pari rispettivamente a 2,675 e 2,84 metri, il passo della 4008 II è invece di 2,735 metri, una via di mezzo fra i primi due. Il pianale è stato quindi allungato di 6 cm rispetto alla seconda generazione del 3008 europeo, ed anche la lunghezza dell'intero corpo vettura della 4008 II risulta più lungo di 6 cm. Per il resto, lo stile è quello spigoloso e derivato dalle concept Quartz e Exalt, con gruppi ottici anteriori a sviluppo orizzontale tagliati nella zona centrale e frontale massiccio dal disegno aggressivo e piuttosto elaborato, fari posteriori a sviluppo orizzontale e con file verticali di led al loro interno. Anche l'abitacolo, il disegno della plancia, del cruscotto e degli stessi sedili, riprendono lo stile assai moderno e d'effetto dei due SUV europei, con il grande display centrale, il cruscotto interamente digitale ed il massiccio tunnel centrale.
Tecnicamente, la 4008 II nasce, come già detto sulla piattaforma modulare EMP2, nota nel Vecchio Continente per essere, stata utilizzata su non pochi modelli di fascia media della Casa del Leone Rampante, ma anche sulla monovolume media della Citroën, ossia la C4 II Picasso. Viene quindi abbandonata la joint-venture con la Mitsubishi, per dedicarsi ad un progetto interamente self-made. Vista la stretta parentela tecnica fra la 4008 II e l'accoppiata 3008 II/5008 II, si ritrovano anche in questo caso lo schema MacPherson all'avantreno ed il ponte torcente a ruote interconnesse sul retrotreno. Su entrambi gli assi sono previsti ammortizzatori a gas, molle elicoidali e barre antirollio. L'impianto frenante a quattro dischi è corredato dagli ormai immancabili controlli elettronici che gestiscono la frenata in maniera ottimale. A propositi di controlli elettronici, per la gestione della trazione viene riconfermato il sistema Grip Control, che fece il suo debutto nel 2009 come equipaggiamento della prima generazione della 3008, e che gestisce in maniera ancor più raffinata l'apporto di coppia motrice sulle due ruote dell'avantreno compensando almeno in parte l'assenza della trazione integrale.
Al suo debutto, la 4008 II è prevista in due motorizzazioni, entrambe a benzina:
- 1.6 THP: si tratta del motore EP6FDT da 1598 cm³, sovralimentato mediante turbocompressore ed in grado di erogare fino a 165 CV di potenza massima;
- 1.8 THP: direttamente derivato dal 1.6 di base e previsto solo per applicazioni destinate al mercato cinese, questo motore ha una cilindrata di 1751 cm³ e può sviluppare una potenza massima di 204 CV.

Entrambe le motorizzazioni sono abbinate ad un cambio automatico EAT6 a 6 rapporti.

### Produzione
La produzione della 4008 II, in quanto vettura destinata solo al mercato cinese, ha luogo presso il nuovo stabilimento DPCA di Chengdu, nella zona centrale della Cina. La sua commercializzazione è stata avviata nel mese di novembre del 2016. Nel 2019, le due versioni esistenti in gamma vengono ribattezzate 350 THP e 380 THP.

### Tabella riepilogativa
| Modello                                                                                           | Motore | Cilindrata cm³ | Potenza CV | Coppia Massima Nm | Massa a vuoto (kg) | Velocità Massima km/h | Consumo medio (l/100 km) | Anni di produzione |
| 1.6 THP1                                                                                          | EP6FDT | 1598           | 165/6000   | 245/ 1400-4000    | 1.417              | 205                   | 6,4                      | dall'11/2016       |
| 1.8 THP2                                                                                          | EP8FDT | 1751           | 204/5500   | 280/ 1400-4000    | 1.450              | 220                   | 6,6                      | dall'11/2016       |
| Note: 1Dal 2019, la denominazione cambia in 350 THP 2Dal 2019, la denominazione cambia in 380 THP |        |                |            |                   |                    |                       |                          |                    |